# James-Alfred Porret
James-Alfred Porret (* 4. September 1843 in Boudry; † 30. Juli 1924 in Grancy) war ein Schweizer evangelischer Geistlicher und Hochschullehrer.

## Leben

### Familie
James-Alfred Porret war der Sohn von Frédéric Porret und dessen Ehefrau Jacqueline Etiennette (geb. Itiez).
Er war mit der Engländerin Hannah Theodora (geb. Taylor) verheiratet; gemeinsam hatten sie mehrere Kinder.

### Werdegang
James-Alfred Porret studierte an der Académie de Lausanne und an der Universität Tübingen Theologie.
Am 11. November 1869 wurde er in den Neuenburger Klerus der Nationalkirche aufgenommen und war darauf bis 25. Juni 1875 1871 Vikar in Boudry und Morges. Anschliessend übte er von 1871 bis 1877 das Amt des Pfarrers in Provence, vom 3. Juni 1877 bis 4. Juni 1889 in Lausanne und von 1889 bis zu seinem Tod in Genf, aus.
Er wurde 1889 als Professor der Theologie an der Freien Theologischen Fakultät (École de théologie libre) in Genf berufen.

### Geistliches und berufliches Wirken
James-Alfred Porret war 1880 gemeinsam mit Paul Chapuis und Henry Narbel (1879–1954) Mitgründer der in Lausanne erscheinenden Zeitschrift Evangile et Liberté und Geschäftsführer der Union nationale évangélique, die 1871 unter anderem von Francis Chaponnière mitbegründet wurde. Er veröffentlichte auch eine Vielzahl an Publikationen zu religiösen und historischen Themen.
Zwischen 1892 und 1896 war er Redakteur der Zeitung La Lecture.

## Schriften (Auswahl)
- Le rang ecclésiastique. Lausanne: Blanc, Imer & Lebet, 1870.
- Le Bouddha et le Christ: fatalité ou liberté. Lausanne und Paris 1879.
- Vie ou mort. Lausanne: Imer et Payot, 1880.
- Ein Wunder im neunzehnten Jahrhundert: ein Vortrag gehalten in Genf, Lausanne und Neuchâtel. Augsburg: Verlag von Richard Preyss, 1883.
- L'insurrection des Cévennes: 1702–04: esquisse historique, accompagnée de notes et d'appendices. Lausanne: F. Payot; Paris: P. Monnerat, 1885.
- Des éléments essentiels de la religion. Lausanne: Paris, 1889.
- Le vrai jeune homme: esquisse morale. Genève: H. Robert, 1893.
- Polyeucte: étude critique. Genève: H. Robert, 1894.
- Evangile et science: étude philosophique. Genève: H. Robert, 1896.
- La vision du ciel ou la révélation de l'au-delà. Genève: H. Robert, 1898.
- Jésus-Christ est-il ressuscité? Genf 1899.
- De Gethsémané au tombeau de Joseph: une page d'histoire. Genève: H. Robert, 1900.
- Le réveil religieux du XVIIIe siècle en Angleterre: étude historique avec applications au temps présent. Genève: H. Robert, 1907.
- Un coup de sonde dans une grande question. Genève: H. Robert, 1911.